# فناوری مقرراتی
فناوری مقرراتی(به انگلیسی:Regulatory technology) و با کوته نوشت رگ‌تک (regtech) فناوری جدیدی است که از فناوری اطلاعات برای بهبود فرایندهای تنظیم مقرراتی استفاده می‌کند. کاربرد اصلی آن در بخش مالی است اما در حال گسترش به بسیاری از کسب و کارهای مقررات‌گذاری شده‌است و برای صنعت کالاهای مصرفی نیز جلوه خاصی دارد. این مفهوم اغلب به عنوان یک زیرشاخه فناوری مالی در نظر گرفته می‌شود. فناوری مقرراتی بر نظارت مقرراتی، گزارش‌دهی و انطباق با قوانین تأکید ویژه دارد، در نتیجه به صنعت مالی منفعت می‌رساند. هدف فناوری مقرراتی بهبود شفافیت و همین‌طور سازگاری و استانداردسازی فرایندهای نظارتی، ارائه تفسیرهای صحیح از مقررات مبهم و در نتیجه ارائه سطوح بالاتر کیفیت با هزینه کمتر است.
فناوری مقرراتی تا به امروز بر دیجیتالی شدن گزارش دهی دستی و فرایندهای انطباق به عنوان مثال در زمینه الزامات شناسایی مشتری خود متمرکز بوده‌است. این امر موجب صرفه جویی قابل توجه در صنعت خدمات مالی و نهادهای مقررات‌گذار می‌شود. با این حال، یک مقاله دانشگاهی در سال ۲۰۱۶ پیشنهاد کرد که قابلیت فناوری مقرراتی بسیار بیشتر است و می‌گوید «این فناوری این قابلیت را دارد که بتواند یک رژیم نظارتی بلادرنگ و متناسب ایجاد کند که خطرات را شناسایی و برطرف می‌کند و در عین حال تطبیق مقررات بسیار کارآمدتری را نیز تسهیل می‌کند».

## منشأ
مسیر تحولات فناورانه در نظام مالی تحت تأثیر گسترش فین‌تک‌ها، مسیر نوینی را بعد از بحران مالی سال 2008  آغاز کرده و نهادهای تنظیم‌گری نیز از این قضیه مستثنا نیستند. به مانند بسیاری از مفاهیم اجتماعی، همچنان تعریف توافق شده‌ای از فناوري تنظیم‌گری و شاخه‌های آن وجود ندارد. به طوریکه هرچند برخی از پژوهشگران رگ‌تک را مفهومی مجزا از فین‌تک در نظر می‌گیرند، اغلب رگ‌تک به عنوان زیرمجموعه‌ای از مفهوم فین‌تک تعریف می‌شود. یا در حالی که برخی تعاریف صرفا حوزه تطبیق را مدنظر داشته و ساپ‌تک‌ها[1] را مجزا از رگ‌تک می‌دانند، تعاریف دیگر رویکردی جامع‌تر به این مفهوم داشته اند. در سطح دولتی، مرجع راهبرد امور مالی انگلستان اولین نهاد دولتی بود که اصطلاح فناوری مقرراتی را ایجاد و ترویج کرد و آن را چنین تعریف کرد: " فناوری زیر مجموعه ای از فناوری مالی است که بر فناوری‌هایی تمرکز می‌کند که می‌تواند انجام الزامات مقراتی را به طور موثرتر و بهینه تر از قابلیت‌های موجود تسهیل کند."
با گذر زمان، حوزه رگ‌تک تخصصی‌تر شده و زیرمجموعه‌های متعددی برای آن پدید آمده است. امروزه کسب‌وکارهای  تخصصی در حوزه‌هایی مانند مدیریت ریسک موسسات مالی، مدیریت تقلب، احراز هویت مشتریان، مبارزه با پولشویی (به ویژه در زنجیره بلوکی) و... پدید آمده اند.
[1] SupTech: در ادبیات فناوری مالی، ساپ‌تک به راهکار‌های فناورانه تسهیل‌کننده فرآیندهای نظارتی اشاره دارد که توسط نهادهای ناظر مورد استفاده قرار می‌گیرد. مانند راهکارهای جلوگیری کننده از پولشویی در شبکه بانکی.